# Johann Peter Wachter
Johann Peter Wachter († 1690 in Hannover) war ein deutscher Architekt und Hofbaumeister des Barock in Deutschland.

## Leben

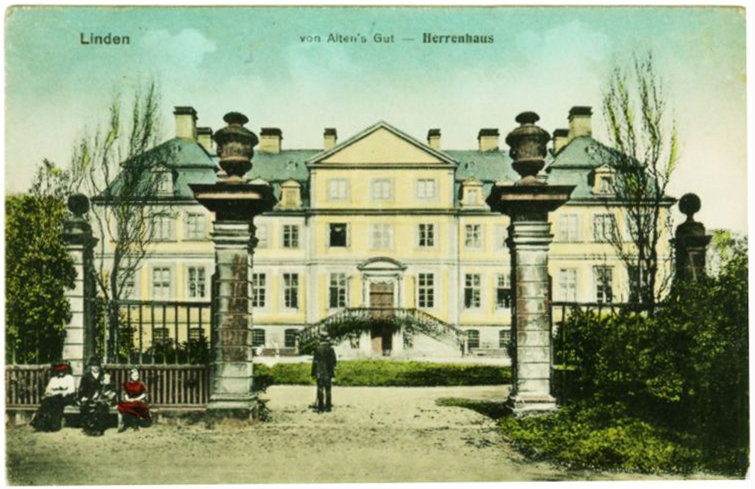
Das Lindener Schloss im (heutigen) Von-Alten-Garten, posthum 1698 bis 1702 nach Plänen Wachters erbaut;
kolorierte Ansichtskarte, um 1900

Über die Lebensdaten Johann Peter Wachters ist wenig bekannt. Ab 1665 war er jedoch bereits königlicher Bauschreiber in Heidelberg, 1673 dann „Baumeisterei-Adjunktus“. Im selben Jahr baute er in Mannheim unter anderem die Kasernen auf der Festung Friedrichsburg, 1677 dann die Konkordienkirche.
Von 1681 bis 1686 arbeitete Wachter dann als kurpfälzischer Oberbaumeister und baute – wiederum in Mannheim – 1684 die dortige „Reformierte Doppelkirche“. Sämtliche Bauten Wachters in Mannheim wurden jedoch nach kurzer Zeit 1688 vernichtet durch die französischen Truppen während des Pfälzischen Erbfolgekriegs.
1687 ging Wachter erstmals in die herzogliche Residenzstadt Hannover, ging 1688 erneut dorthin, um ab demselben Jahr in der Nachfolge von Hieronymo Sartorio als herzoglicher Bauverwalter und Oberbaumeister zu arbeiten. Allerdings ist die konkrete Beteiligung Wachters an hannoverschen Bauten „wenig geklärt“.
1688 bis 1689 schloss Johann Peter Wachter den zuvor bereits begonnenen Bau des großen Hoftheaters im Leineschloss ab. Nach einem Vorentwurf durch Herzog Ernst August entwickelte Wachter einen Plan für das Schloss Herrenhausen, der „vielleicht identisch ist mit einem von Lambert Friedrich Corfey gezeichneten und diesem bisher zugeschrieben Schlossplan“.
Für den Schlossneubau in Herrenhausen fertigte Wachters Bruder, Johann Heinrich Wachter (der bis 1698 in Hannover blieb und 1708 in Kassel starb), ein offenbar aufwendiges „Modell zum herrenhäuser Bauwesen“.
1694–1698 wurde posthum in einem ersten konkreten Bauschritt der nicht vollendeten Schlossanlage das Galeriegebäude nach Wachters Vorentwurf verwirklicht.
Nach den Vorarbeiten des von Marinus Cadart begonnenen oder konzipierten Gartentheaters führte Wachter dessen Arbeiten am Theater im Großen Garten weiter.
Wachter war der Architekt des 1698 bis 1702 für das für den Reichsgrafen Franz-Ernst von Platen erbaute Lindener Schloss im (heutigen) Von-Alten-Garten.